# Stipe Erceg
Stipe Erceg (Split, 30. listopada 1974.) je njemačko-hrvatski glumac. S roditeljima je 1978. doselio iz Hrvatske u Tübingen, Njemačka. Studirao je glumu na Europäisches Theaterinstitut u Berlinu od 1996. do 2000.
Zapažena mu je uloga Petera u filmu The Edukators (2004). 
Govori hrvatski, njemački i engleski jezik.
2014. godine kandidiran je za Večernjakovu domovnicu.

## Nagrade
Dobitnik je nekoliko profesionalnih nagrada. 
| Godina | Nagrada                                    | Film          |
| ------ | ------------------------------------------ | ------------- |
| 2004.  | Max Ophuls Festival, najbolji mladi glumac | Yugotrip      |
| 2004.  | Munich Film Festival, muška uloga          | The Edukators |

## Filmografija
- Kiki+Tiger (2003.)
- Der Typ (2003.)
- Yugotrip (2004.)
- Die Fetten Jahre sind Vorbei (The Edukators) (2004.)
- Don't Look for Me (2004.)
- Puca (2005.)
- Crash Test Dummies (2005.)
- Stadt als Beute (2005.)
- Ich sehe was, was Du nicht siehst... (2005.)
- L'Annulaire (2005.)
- Nothing But Ghosts (2006.)
- Die Aufschneider (2007.)
- Der Baader Meinhof Komplex (2008.)
- Albanac" (2010.)
- Unknown (2011.)
- Der Kroatien-Krimi kao Stipe Rif (2016.)

## Vanjske poveznice
- Filmografija na Imdb